# 1818 dans les chemins de fer
Chronologie des chemins de fer
1817 dans les chemins de fer - 1818 - 1819 dans les chemins de fer

## Évènements
- France : l'ingénieur polytechnicien Louis de Gallois revient d'un voyage en Angleterre[1], il rédige le mémoire « Mines, usines et chemins de fer » qu'il présente le 11 mai de la même année à l'Académie royale des sciences.

## Vocabulaire
- France, on propose « entonnoir » pour traduire le terme tunnel et « cheval de fer » pour dénommer la locomotive[2]

## Décès
- x